# 松本京子 (拉致被害者)
松本 京子（まつもと きょうこ、1948年〈昭和23年〉9月7日 - ）は、北朝鮮による拉致被害者である日本人、日本国政府認定の拉致被害者。1977年（昭和52年）10月21日午後8時すぎ、自宅近くの編み物教室に向かうため外出したところを拉致された。当時29歳であった。

## 人物・おいたち
1948年（昭和23年）9月7日、鳥取県米子市に生まれた。中学卒業後、縫製工場に就職した。趣味は旅行、また、歌手の舟木一夫のファンで、公演によく出かけていたという。子ども好きでよく近所の子どもたちと遊んでいた。京子の兄によれば、母親の言うことはよく聞き、休日には掃除をしたり、母親の畑を手伝うなど「どこにでもいるような娘」だったという。失踪当時、彼女は週に3回、編み物教室に熱心に通っていた。

## 拉致・目撃情報
松本京子が行方不明となったのは1977年（昭和52年）10月21日のことで、その日の午後8時頃、母の三江に「編み物教室に行ってくる」と言って自宅を出た後のことである。普段着のままで、現金も所持していなかったという。近所の住人が、彼女の自宅から200メートルほど離れた住宅の裏の松林で男性2人と話している京子を目撃し、男たちに「何をしている」と声をかけたところ、2人のうちの1人からいきなり頭を殴られたという。目撃者は額に数針縫うケガをした。その後、彼女は家の近くの日本海の方へ連れていかれ、連れ去られたとみられる現場にサンダルの片方を残して失踪した。娘を突然失った彼女の母親は、毎日毎日海岸を「京子、京子」と呼びながら探し回り、近所も探し回ったが何の手がかりも得られず、家族は悲しみに沈んでいた。その後の調べで、北朝鮮で目撃したとの情報や失踪直前に現場付近を航行していた不審船（北朝鮮工作船とみられる）の存在が判明した。なお、この事件の前後、石川県能登半島宇出津の海岸で警備員久米裕（当時52歳）が連れ去られた事件が9月19日、新潟県新潟市で中学1年生だった横田めぐみ（当時13歳）が行方不明となった事件が11月15日に起こっている。
松本京子の兄は、1988年（昭和63年）に大韓航空機爆破事件（1987年）後の韓国での取り調べ中に実行犯金賢姫が自身の日本語教育係として「李恩恵」（仮名）の名を挙げ、そのモンタージュ写真が報道されたとき、「もしかしたら北朝鮮にいるのかな」と初めて思ったという。それが確信に変わったのは、1990年（平成2年）の福井県沖の不審船事件の報道に接したときであった。
2000年（平成12年）11月1日付の金子善次郎議員（当時、民主党所属）による国会での質問主意書に対し、当時の日本国政府（第2次森内閣）は12月5日付で「所用の調査を実施したが、北朝鮮に拉致されたと疑わせる状況等はなかったものと承知している」と答弁している。しかし、政府は2002年（平成14年）10月末のクアラルンプールでの日朝交渉の際、非公式に松本京子、小住健蔵、田中実の3名についての安否確認を北朝鮮に求めた。北朝鮮側は、入国を確認できなかったと説明している。
2000年に韓国に亡命した北朝鮮の元国家保衛部将校の「金国石」（仮名）は、2003年（平成15年）、松本京子を北朝鮮で目撃したと証言した。それによれば、「金」は1994年から1997年の間、北朝鮮領内で日本海沿岸の清津連絡所（咸鏡北道清津市）で「キョウコ」なる女性を4度目撃し、彼女の写真にとてもよく似ているという。「金国石」は、目撃した彼女は明朗な性格のように見え、よく笑いながら話していたという。彼女は、日本語を教えたり、日本からの資料を翻訳したり、日本のラジオやテレビを傍聴したりして暮らしているようであった。清津連絡所の中庭に日本から運ばれた中古車数十台があり、彼女がそのなかの日産・ブルーバードの座席に座って自動車についていろいろと説明していたことがあり、そのとき本人と会話も交わしている。そのとき、彼女はトランクのなかにあったゲーム機のようなものを取り出して、清津連絡所の参謀長に「これを貰ってよいですか?」と聞いていた。彼女は連絡所外に出ることはあまりなかったように見えたが、赤い服を着ていて、髪型もおしゃれで洗練されていたという。
2004年（平成16年）1月29日、特定失踪者問題調査会が鳥取県米子警察署に告発状を提出した。日本国政府は2006年（平成18年）11月20日、松本京子を拉致被害者として認定した。事件発生から29年後のことであった。
2013年（平成25年）5月30日、ラオスで拘束され北朝鮮に強制送還された脱北者9名の中に松本京子の子息が含まれている可能性がある、と東亜日報など韓国の一部マスコミが報じた。京子の兄は同日、「息子がいるとは知らなかった」「事実なら生存の可能性が高まる」とコメントした。しかし、韓国政府はこの報道に対し否定的で、5月31日、韓国の拉致被害者家族でつくる「拉北者家族会」代表の崔成龍は松本について、北朝鮮で結婚したが子供はいないとの情報を2003年時点で入手していたことを明らかにした。それによれば、松本京子は花き栽培所に勤務しており、2011年に清津から平壌に移住させられたという。大韓民国国家情報院も拉北者家族会と同様の見解に立っている。しかし、これらの情報について日本政府は「捜査中」であるとの理由から何ら見解を示していない状態である。
2019年11月、松本京子がマカオで失踪したタイ人女性とみられる女性とともに平壌郊外に居住していることを、韓国の拉致被害者でつくる「拉北者家族会」の崔成龍代表が明らかにしたことが報じられている。